# Diarra Traoré
Diarra Traoré (ur. 1935, zm. 8 lipca 1985 w Konakry) – gwinejski polityk, wojskowy, premier Gwinei w roku 1984. 
Urodził się w 1935 jako członek ludu Mandinka. Ukończył francuską szkołę wojskową w Fréjus, w armii doszedł do stopnia pułkownika. W 1958 po uzyskaniu przez Gwineę niepodległości powierzono mu dowództwo nad garnizonem w Koundarze. Wskutek interwencji prezydenta Ahmeda Sékou Touré został wyrzucony z wojska. Następnie był gubernatorem w różnych prowincjach, będąc często przenoszonym. W latach 70. dołączył do Demokratycznej Partii Gwinei.
Po śmierci prezydenta Ahmeda Sékou Touré, która nastąpiła 26 marca 1984, był współorganizatorem zamachu stanu, organizowanym przez generała Lansanę Conté. 3 kwietnia odsunięto od władzy tymczasowego prezydenta Louisa Lansanę Beavogui, Conté objął stanowisko prezydenta, a 5 kwietnia powołał Diarrę Traoré na szefa rządu. Rządził jako członek junty Militarnej Rady Odrodzenia Narodowego. 18 grudnia ze stanowiska odwołał go prezydent Conté, powołując go kilka miesięcy później na stanowisko ministra edukacji.
4 lipca 1985, gdy prezydent wyruszył do Togo, próbował dokonać zamachu stanu, jednak sprzyjające władzy wojska szybko udaremniły jego zamiar. Próbował się ukrywać przed tymi siłami, jednak został schwytany, a następnie stracony razem z ponad setką innych wojskowych z grupy etnicznej Madinka. Wywołało to zaogniony konflikt etniczny.